# Benzovindiflupyr
Benzovindiflupyr ist eine chemische Verbindung aus der Gruppe der Pyrazol-4-carbonsäureamide und ein Fungizid. Benzovindiflupyr gehört zur Wirkstoffgruppe der Succinat-Dehydrogenase-Hemmer (SDH) und wird als Racemat gegen Triazol-resistenze Rostpilze (insbesondere Asiatischer Sojarost) eingesetzt.

## Zusammensetzung
Technisch erhältliches Benzovindiflupyr ist ein Enantiomerengemisch, wobei beide Enantiomere in gleicher Konzentration enthalten sind.

## Zulassung
In einer Reihe von Staaten der EU, unter anderem in Deutschland und Österreich, sowie in der Schweiz sind Pflanzenschutzmittel mit Benzovindiflupyr als Wirkstoff zugelassen.